# 佩楯山
佩楯山（はいだてさん）は、大分県豊後大野市三重町松尾と佐伯市本匠大字山部との境に位置する標高753.8mの山である。山頂からは豊後大野市三重地区の中心部や由布・鶴見岳、祖母山が見える。大分百山の一つ。山頂には753.76mの一等三角点がある。

## 送信・通信設備
- 見晴らしかきくことから、山頂には放送各社の送信設備や警察庁などの各種業務無線局が設置されている。
- 詳細は、三重中継局 (大分県)を参照のこと。